# Rhene rubrigera
Rhene rubrigera là một loài nhện trong họ Salticidae.
Loài này thuộc chi Rhene. Rhene rubrigera được Tord Tamerlan Teodor Thorell miêu tả năm 1887.